# Viðarfjall
Viðarfjall är ett berg i republiken Island. Det ligger i regionen Norðurland eystra, 400 km nordost om huvudstaden Reykjavík. Toppen på Viðarfjall är 387 meter över havet, eller 245 meter över den omgivande terrängen. Bredden vid basen är 3,8 km.
Trakten runt Viðarfjall är nära nog obefolkad, med mindre än två invånare per kvadratkilometer. Det finns inga samhällen i närheten. Trakten runt Viðarfjall består i huvudsak av gräsmarker.